# Flore Laurentienne (musique)
Pour la flore, ouvrage de botanique publié par le frère Marie-Victorin, voir Flore laurentienne.
Flore Laurentienne est le projet instrumental aux influences néoclassique, électro et expérimentale de Mathieu David Gagnon, originaire de Sainte-Anne-des-Monts (Québec, Canada), et habitant aujourd'hui Saint-Pacôme, dans la région du Bas-Saint-Laurent.

## Biographie
Mathieu David Gagnon suit des cours de piano dès l'âge de cinq ans. Il poursuit sa formation musicale en guitare classique au niveau collégial à Québec, après quoi il entre au baccalauréat en écriture à la Faculté de musique de l’Université de Montréal, de laquelle il a gradué en 2010.  
Il se rend ensuite en France à étudier l’écriture et l’orchestration au Conservatoire à rayonnement régional d'Aubervilliers de Paris et au Conservatoire de Bordeaux. Au terme de ce périple en sol étranger, il est honoré du Premier prix de fugue et du Prix de contrepoint et d’harmonie. 
Depuis, il agit comme arrangeur, orchestrateur, directeur musical, et co-réalisateur pour Klô Pelgag (dont il est le frère). Son travail sur l’album L’Étoile Thoracique lui vaut une nomination dans la catégorie arrangeur de l’année, le prix de réalisateur de l’année qu’il partage avec Klô Pelgag et Sylvain Deschamps, et le prix de l’album alternatif de l’année au Gala de l’ADISQ 2017 (Prix Félix),.
Mathieu David Gagnon porte aussi, à temps partiel, le titre de musicien. Il a entre autres été claviériste dans l’opéra rock Viens avec moi des Hôtesses d'Hilaire,.
En 2019, il publie son premier album instrumental, Volume 1, sous le nom de Flore Laurentienne. 

### 2019 -Volume 1
Volume 1 est le premier album de Flore Laurentienne. Sur cet opus, il joue sur divers claviers et synthétiseurs, dirige un orchestre à cordes, compose, orchestre et participe à la réalisation avec Sylvain Deschamps. Dans l’intemporalité de l’œuvre d’art, qui mélange électronique et acoustique, on y distingue des influences dont celles de Steve Reich, Philip Glass et Terry Riley. Il remporte le GAMIQ de l'album expérimental 2020 pour Volume 1 en plus d'être nommé sur la longue liste du Prix Polaris en 2020. Il reçoit aussi des nominations pour Révélation de l'année et Auteur.e et/ou compositeur.rice de l'année au gala de l'ADISQ 2020. 

### 2022 -Volume II
En juin 2022, il annonce un deuxième volume du projet Flore Laurentienne. Il travaille à nouveau avec Sylvain Deschamps pour celui-ci. Il remporte pour celui-ci le prix de l'album ou EP expérimental au GAMIQ 2023.

### 2024 - 8 tableaux
En janvier 2024, il annonce 8 tableaux, un nouvel album qui est inspiré de toiles de l'artiste visuel québécois Jean-Paul Riopelle. L'album a été composé lors de résidences au Musée des Beaux-Arts de Montréal. L'album sort en mars 2024. 

## Récompenses
- Gala de l'ADISQ 2024 : Prix Félix dans la catégorie Album de l'année - Musique instrumentale pour l'album 8 tableaux[13]